# Carattere chiave
Il carattere chiave è nell'ambito della zoologia è una caratteristica rappresentativa per un intero gruppo di organismi, come ad esempio le penne per gli uccelli. Le altre caratteristiche che li accompagnano vengono detti caratteri correlati (come ad esempio, sempre per gli uccelli, le ali il becco e l'oviparità).
Nei Vertebrati il tipo di rivestimento del corpo (penne negli uccelli, peli nei mammiferi, scaglie nei pesci e squame nei rettili) è un carattere chiave che costituisce un indizio della presenza di altri caratteri, a essi correlati.